# 周驪莉
周驪莉，英文名：Anna Chau，香港女美食家、企业家，对缔造九龍蘭桂坊饮食文化颇有功绩，故有“九龍蘭桂坊一姐”之称。

## 家族
生于香港，祖籍浙江宁波。出自饮食世家，其父周宝鸿曾任上海「美国协会」（即上海花旗总会）西点大厨，曾在上海开设闻名「上海老正兴菜馆」、「萝兰餐厅」西餐厅。

## 生平
早年赴加拿大留学，修读营养学，1977年获得学士学位。20世纪80年代，在多伦多经营「上海老正兴菜馆」分店。1992年学成回到香港，与长兄周家而在香港尖沙嘴诺士佛台创办香港首家西班牙餐厅EL CID。2001年，其兄长去世，周驪莉因此独自经营餐厅。创立King Parrot Group，集团下属西班牙式EL CID、德国式King Ludwig、泰国式香辣屋、上海菜馆阿拉厨房等餐厅，现任企业执行董事。亦任香港餐飲業行業培訓諮詢委員會委员，及是香港專業及資深行政人員協會创会委员。

## 事业
- 2000　周驪莉兄長周家而心臟病去世， 周驪莉成为景樂集團行政總裁
- 2001　增設中菜，開設天與地， 在諾士佛臺一幢大廈的4個舖位，同時開設泰國菜館、法國蠔吧、俄羅斯餐廳及酒吧 Havana Club
- 2025　景樂集團全線結業

## 荣誉
有“香港餐饮女王”（Hong Kong’s Queen of Restaurants）之称。
- 2004年 　 《旭茉 JESSICA》杂志：成功女性大奖。
- 2007年 　 中国百年企业家奖[4]。
- 2013年 　 亚洲华人领袖奖[8]。